# Der kluge Knecht
Der kluge Knecht ist ein Schwank (ATU 1348*). Er steht in den Kinder- und Hausmärchen der Brüder Grimm ab der 3. Auflage von 1837 an Stelle 162 (KHM 162), wurde von Wilhelm Grimm schon 1836 im Pfennig-Magazin für Kinder veröffentlicht und geht auf Martin Luthers Auslegung von Psalm 101 zurück.

## Inhalt

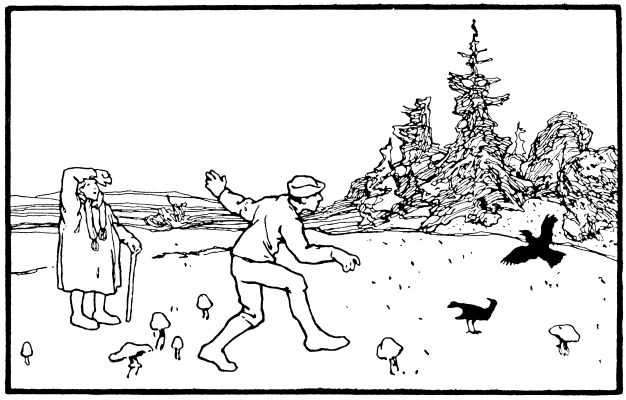
Illustration von Otto Ubbelohde, 1909

Ein Knecht wird ausgeschickt, eine verlorene Kuh zu suchen. Als er nicht wiederkommt, geht der Herr ihn suchen und findet ihn im Feld herumlaufend. Hans erklärt, die Kuh habe er nicht gesucht, aber drei Amseln gefunden: Die Eine sehe er, die Zweite höre er, und die Dritte jage er. Der Erzähler nennt den Knecht klug und weise, woran man sich ein Beispiel nehmen solle.

## Herkunft

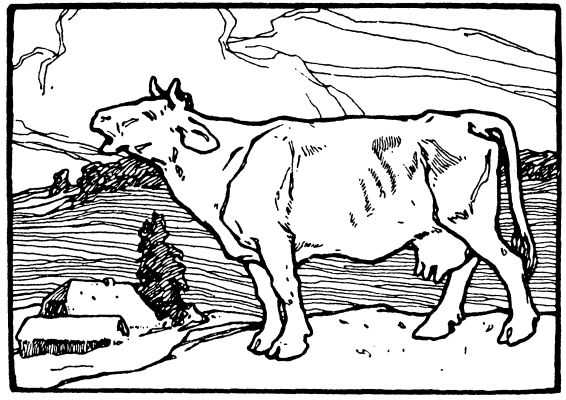
Illustration von Otto Ubbelohde, 1909

Grimms Anmerkung nennt die Quelle, „‚der 101. Psalm durch Martin Luther ausgelegt‘ Wittenberg 1533 in 4. am Ende ‚durch Hans Lufft 1535‘“ (worauf sie Karl Hartwig Gregor von Meusebach aufmerksam machte). Im Text von KHM 174 Die Eule und KHM 164 Der faule Heinz wird je einmal auf den klugen Knecht angespielt, einschließlich Bewertung seiner Faulheit durch den Erzähler. Das Adjektiv 'klug' taucht in mehreren Titeln ironisch auf (KHM 32 Der gescheite Hans, KHM 34 Die kluge Else, KHM 104 Die klugen Leute). Erzählforscher Hans-Jörg Uther widerlegt damit den Anschein, Wilhelm Grimm wolle hier zum Widerstand gegen die Obrigkeit auffordern, obwohl er Luthers Psalmauslegung zum Schwank umfunktionierte. Luther schloss:
Ist das nicht ein kluger, vleissiger knecht?
Solt ein hausherr mit solchem gesinde nicht reich werden?

## Parodie
In Janoschs Parodie glaubt der Bauer den verdrehten Reden des Knechts, der immer Tabak und Bier dabeihat, bis nur Unkraut wächst und die Tiere weg sind, da jagt er ihn fort.